# Eugenio Cavallini
Eugenio Cavallini (Milano, 16 giugno 1806 – 11 aprile 1881) è stato un direttore d'orchestra, compositore, violinista e violista italiano.

## Biografia
Nel 1833 divenne primo violino dell'orchestra del Teatro alla Scala, e lo rimase fino al 1855.
Alla Scala fu anche direttore d'orchestra, dirigendo le prime assolute di Lucrezia Borgia (26 dicembre 1833) con Henriette Méric-Lalande e Marietta Brambilla, Gemma di Vergy (26 dicembre 1834) con Giovanni Orazio Cartagenova, Giuseppina Ronzi de Begnis, Domenico Reina ed Ignazio Marini, Maria Stuarda (1835) con Maria Malibran, Reina e Marini, Il giuramento (1837) con Cartagenova e la Brambilla, il successo di La solitaria delle Asturie (1838), Il bravo (1839) di Mercadante con Domenico Donzelli ed Eugenia Tadolini; Oberto (1839) con Mary Shaw (cantante lirica) e Lorenzo Salvi, Giovanna II regina di Napoli (1840) con Erminia Frezzolini, Marini, Napoleone Moriani e Teresa Brambilla, Un giorno di regno (1840) con Raffaele Ferlotti, Luigia Abbadia, Salvi ed Agostino Rovere, Maria Padilla (1841) di Donizetti con Donzelli; del successo di Nabucco (1842) con Prosper Dérivis e Giuseppina Strepponi, del successo di I Lombardi alla prima crociata (1843) con Dérivis, la Frezzolini e Carlo Guasco, Giovanna d'Arco (1845) con la Frezzolini, Antonio Poggi e Filippo Colini; Estella di Murcia (1846) di Ricci con Achille De Bassini.
Al Teatro Regio di Torino dirige la prima assoluta di Salvator Rosa di Domenico Ronzani (1854).

## Composizioni

### Orchestra
- 5 sinfonie
- 3 concerti per violino
- Fantasia per violino e orchestra (1847)
- Fantasia su temi dei Puritani di Bellini, per violino e orchestra (o pianoforte)

### Musica da camera
- Divertimento in Sol maggiore per viola e quartetto d'archi (o orchestra d'archi) (1829)
- Adagio e Variazioni su un tema di Rossini, per viola e quartetto d'archi
- Adagio e variazioni su un tema di Bellini, per violino e pianoforte
- Gran duo brillante, su temi da Il giuramento di Mercadante (in collaborazione con Franz Schoberlechner), per violino e pianoforte
- Introduzione e variazioni su un tema dal Guglielmo Tell di Rossini, per violino e pianoforte
- La semaine musicale, per viola e pianoforte
- 3 duetti per viola e pianoforte
- Variazioni su temi di Bellini, Cimarosa, Donizetti, Rossini e Verdi (in collaborazione con Pasquale Bona), per viola e pianoforte
- Duetti per due violini
- Reminiscenze di Santa Cristina, fantasia per viola solista, 2 viole, 2 violoncelli e contrabbasso
- Trascrizione de I Capuleti e i Montecchi di Bellini, per flauto o violino e trio d'archi
- Trascrizione de La sonnambula di Bellini, per flauto e trio d'archi
- Trascrizione de La straniera di Bellini, per flauto o violino e trio d'archi

#### Composizioni per viola solista
- Adagio variato dal Poliuto di Donizetti
- Fantasia originale: Allegro - Andante - Allegretto moderato/Moderato molto
- Fantasia originale: Tema, variazioni e polacca
- Serenata
- Souvenir
- Tema variato

### Musica vocale
- La viola, romanza per soprano e pianoforte

### Lavori didattici
- Guida per lo studio elementare progressivo della viola (1845 circa)
  - Volume I: Elementi; Scale, piccoli Solfeggi e Studi progressivi
  - Volume II: 24 Studi in tuoni minori
  - Volume III: Variazioni, Fantasie ecc. con accompagnamento di Pianoforte
    1. Fantasia
    2. Souvenir
    3. Fantasia originale (anche Fantasia) per viola e piano (o 2 viole, 2 violoncelli e contrabbasso)
    4. Tema con Variazioni
    5. Polacca
    6. Fantasia originale
    7. Tema Variato in Mi bemolle maggiore
    8. Adagio Variato dell'Opera Poliuto
    9. Serenata
- Six Etudes ou Caprices pour le violon seul, per violino
- 24 studi per tutti i toni, per viola